# Perdita rhois
Perdita rhois är en biart som beskrevs av Cockerell 1901. Perdita rhois ingår i släktet Perdita och familjen grävbin. Inga underarter finns listade i Catalogue of Life.